# Esenbeckia vulpes
Esenbeckia vulpes är en tvåvingeart som först beskrevs av Christian Rudolph Wilhelm Wiedemann 1828.  Esenbeckia vulpes ingår i släktet Esenbeckia och familjen bromsar. Inga underarter finns listade i Catalogue of Life.